# Eero Elo
Eero Elo (* 26. April 1990 in Rauma) ist ein finnischer Eishockeyspieler, der seit November 2023 beim EHC Freiburg aus der DEL2 unter Vertrag steht und dort auf der Position des Flügelstürmers spielt. Zuvor war Elo hauptsächlich in der finnischen Liiga und den beiden höchsten Spielklassen der Schweiz aktiv.

## Karriere
Eero Elo begann seine Karriere als Eishockeyspieler in seiner Heimatstadt in der Nachwuchsabteilung von Rauman Lukko, für dessen Profimannschaft er in der Saison 2008/09 sein Debüt in der SM-liiga gab, als er zu drei Einsätzen in der Relegation kam. In der folgenden Spielzeit konnte sich der Flügelspieler auf elf Scorerpunkte, davon acht Tore, in 22 Spielen steigern. Parallel zum Spielbetrieb mit Lukko stand er von 2008 bis 2010 als Leihspieler für die finnische U20-Nationalmannschaft in der Mestis der zweiten finnischen Spielklasse, auf dem Eis sowie in der Saison 2009/10 für den Zweitligisten KooKoo. Für KooKoo erzielte er in zehn Spielen sieben Tore und gab fünf Vorlagen.
Im KHL Junior Draft 2010 wurde Elo in der siebten Runde als insgesamt 164. Spieler vom HK Budiwelnik Kiew aus der Kontinentalen Hockey-Liga (KHL) ausgewählt. Zwei Jahre zuvor war er bereits im NHL Entry Draft 2008 in der fünften Runde als insgesamt 145. Spieler von den Minnesota Wild aus der National Hockey League (NHL) ausgewählt, jedoch anschließend nicht unter Vertrag genommen worden. In der Saison 2010/11 konnte sich der Junioren-Nationalspieler ein weiteres Mal steigern und er erzielte in 33 SM-liiga-Einsätzen für Lukko Rauma 15 Scorerpunkte, davon sieben Tore. Im Dezember 2012 wechselte Elo innerhalb der SM-liiga zu Porin Ässät und gewann mit seinem neuen Team am Saisonende der finnischen Meistertitel.
Nachdem der Finne dort bis zum Ende der Saison 2014/15 gespielt hatte, wechselte er im Sommer 2015 zu Awtomobilist Jekaterinburg in die KHL. Nach einer Spielzeit bei Awtomobilist wechselte Elo im folgenden Sommer zum Ligakonkurrenten HK Sibir Nowosibirsk, verließ diesen aber nach kurzer Zeit bereits wieder. Ab September 2016 stand der Angreifer daher bei den SCL Tigers in der Schweizer National League A (NLA) unter Vertrag und spielte bis zum Ende der Saison 2018/19 für die Tigers. Anschließend unterschrieb er einen Zweijahresvertrag bei seinem Heimatverein Lukko. Diesen erfüllte er jedoch nicht und kehrte bereits im Dezember 2019 zu den SCL Tigers zurück. Zur Saison 2020/21 wechselte er zum SC Langenthal aus der Swiss League. In derselben Spielzeit verstärkte er den SC Bern für die NL-Playoffs. Im Juni 2021 verlängerte er seinen Vertrag in Langenthal um eine weitere Saison. Auf die Saison 2022/23 wechselte Eero Elo für eine Saison zum Ligakonkurrenten HC Thurgau.
Danach blieb er bis zum November 2023 auf der Suche nach einem neuen Arbeitgeber, ehe er vom EHC Freiburg aus der DEL2 verpflichtet wurde.

### International
Mit der finnischen U20-Nationalmannschaft nahm Elo an der U20-Junioren-Weltmeisterschaft 2010 teil. Im Turnierverlauf erzielte er in sechs Spielen zwei Tore und gab eine Vorlage. Für die A-Nationalmannschaft kam der Angreifer in der Saison 2015/16 zu sieben Einsätzen.

## Erfolge und Auszeichnungen
- 2013 Finnischer Meister mit Porin Ässät

## Karrierestatistik
Stand: Ende der Saison 2024/25

### International
Vertrat Finnland bei:
- U20-Junioren-Weltmeisterschaft 2010

(Legende zur Spielerstatistik: Sp oder GP = absolvierte Spiele; T oder G = erzielte Tore; V oder A = erzielte Assists; Pkt oder Pts = erzielte Scorerpunkte; SM oder PIM = erhaltene Strafminuten; +/− = Plus/Minus-Bilanz; PP = erzielte Überzahltore; SH = erzielte Unterzahltore; GW = erzielte Siegtore; 1 Play-downs/Relegation; Kursiv: Statistik nicht vollständig)